# Contea di Yiyang
La contea di Yiyang (宜阳县S, Yíyáng XiànP) è una contea della Cina, situata nella provincia di Henan e amministrata dalla prefettura di Luoyang.